# فرودگاه بین‌المللی دئگو
فرودگاه بین‌المللی دئگو (به انگلیسی: Daegu International Airport) (به زبان بومی: 대구국제공항) یک فرودگاه نظامی و همگانی باربری با کد یاتا TAE است که یک باند فرود بتن دارد و طول باند آن ۳۱۲۴ متر است. این فرودگاه در شهر دئگو کشور کره جنوبی قرار دارد و در ارتفاع ۳۵ متری از سطح دریا واقع شده‌است.

## شرکت‌های هواپیمایی و مقصدهای پروازی

### Domestic
| شرکت‌های هواپیمایی | مقصدهای پروازی |
| ----------------- | -------------- |
| Air Busan         | ججو            |
| آسیانا ایرلاینز   | ججو            |
| ججو ایر           | ججو            |
| کورین ایر         | ججو، اینچئون   |
| تی وی ایرلاینز    | ججو            |

### International
| شرکت‌های هواپیمایی  | مقصدهای پروازی                                                                                                 |
| ------------------ | --- |
| Air Busan          | فوکوئوکا، کانزای، سانیا فونیکس، نیو چیتوز, ناریتا                                                              |
| ایر چاینا          | پکن |
| هواپیمایی شرقی چین | شانگهای پودنگ                                                                                                  |
| ججو ایر            | پکن فصلی: دا نانگ                                                                                              |
| سیچوان ایرلاینز    | Zhangjiajie |
| تی وی ایرلاینز     | مکتان-کبو، دا نانگ، فوکوئوکا، انتونیو بی وان پت، هنگ کنگ، ناها، کانزای، شانگهای پودنگ، تائویوان تایوان، ناریتا |
| تایگرایر تایوان    | تائویوان تایوان                                                                                                |